# Helen Nissenbaum

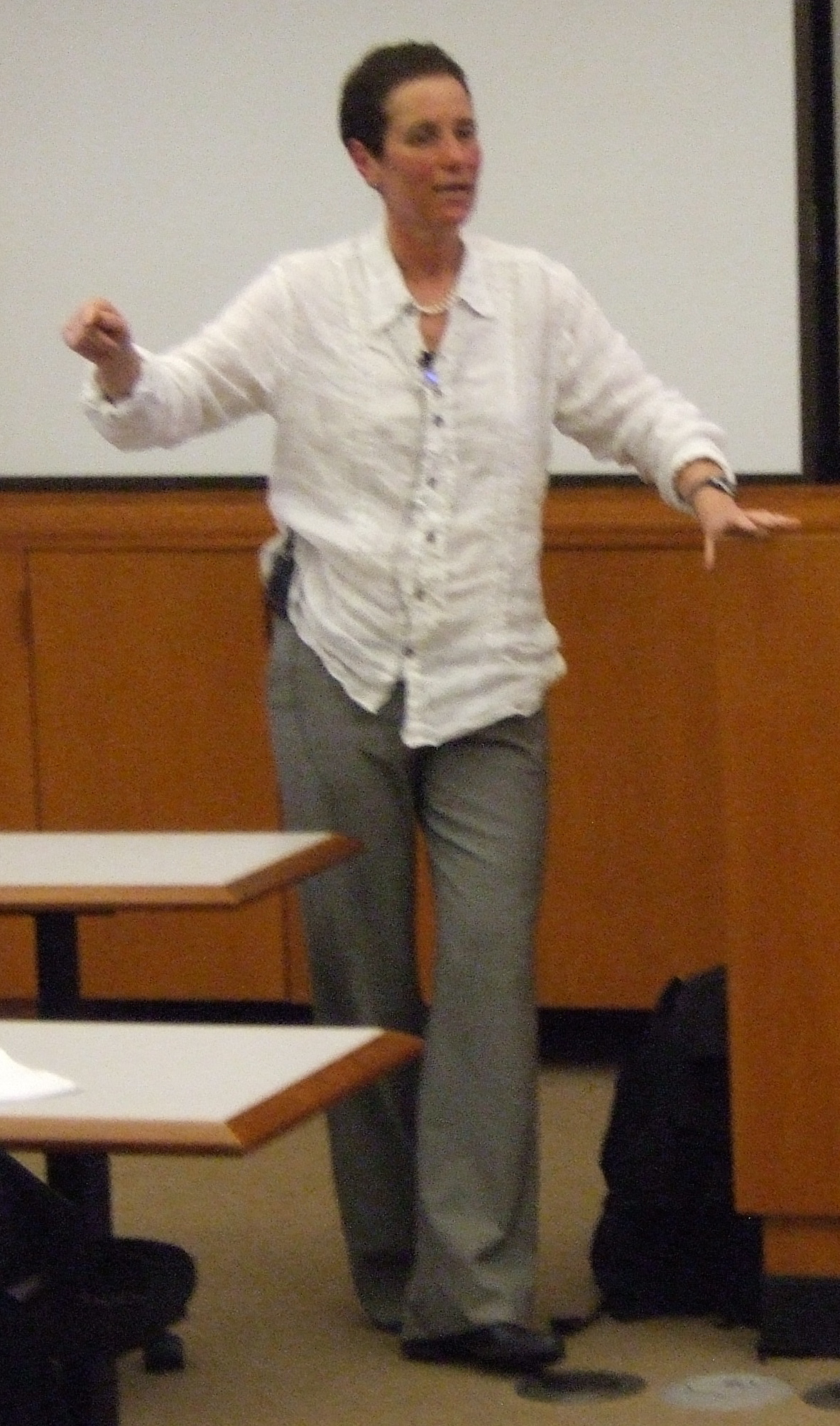
Helen Nissenbaum

Helen Nissenbaum is professor in informatiewetenschappen aan Cornell Tech, een onderdeel van de Cornell-universiteit. De Amerikaanse wetenschapper is vooral bekend vanwege het introduceren van het concept "contextuele integriteit" en haar werk over privacy, privacyrecht, vertrouwen, en beveiliging online. De contextafhankelijkheid van privacy heeft ze nader uitgewerkt in haar boek Privacy in Context. Het concept contextuele integriteit is van invloed geweest op hoe de Amerikaanse overheid tegen privacy issues aankijkt.

## Carrière
Nissenbaum heeft voor haar onderzoek fondsen ontvangen van de National Science Foundation, Air Force Office of Scientific Research, Ford Foundation, de U.S. Department of Health and Human Services Office of the National Coordinator, en de Defense Advanced Research Projects Agency.
Ze werkt actief mee aan de TrackMeNot privacy-door-obfuscatie extensie voor Firefox en Chrome, als ook de AdNauseam extensie voor Firefox, Chrome en Opera die dezelfde soort privacy-door-obfuscatie mechanismen toepast tegen de gegevensverzameling door advertentienetwerken.